# 용이 간다
《용이 간다》(일본어: 龍が如く 劇場版 류가고토쿠 게키조반[*]→용과 같이 극장판)는 플레이스테이션 2용 게임 소프트웨어 《용과 같이》를, 《착신아리》《요괴 대전쟁》 등을 맡았던 영화 감독 미이케 타카시가 실사영상화한 작품이다. 2007년 3월 3일부터 도에이 계열에서 상영하고 있었다. 영어권에서는 Like a Dragon이라는 제목으로 2010년 2월 23일 미디어 블래스터즈에서 발매됐으며, 대한민국에서는 2007년 10월에 CJ 엔터테인먼트에서 개봉됐다.

## 등장인물
- 키류 카즈마(桐生一馬) 역 : 키타무라 카즈키
- 마지마 고로(真島吾朗) 역 : 키시타니 고로
- 사토루(悟) 역 : 시오야 슌
- 유이(唯) 역 : 사에코
- 사와무라 하루카(澤村遥) 역 : 나츠오
- 카즈키(一輝) 역 : 카토 하루히코
- 사와무라 유미(澤村由美) 역 / 사와무라 미즈키(澤村美月) 역 : 타카오카 사키
- 노구치 형사(野口刑事) 역 : 아이카와 쇼(2012년 발매한 게임 《용과 같이5: 꿈을 꾸는 자》에서는 사채업자인 타카스기 코이치를 연기하고 있다)
- 박철 : 공유
- 다테 마코토(伊達真) 역 : 마츠시게 유타카
- 이발소 주인 역 : 타구치 토모로오
- 니시키야마 아키라(錦山彰) 역 : 마키 쿠로도
- 무기상인 역 : 아라카와 요시요시
- 이마니시(今西) 역 : 엔도 켄이치(2010년 발매 게임 《용과 같이4: 전설을 잇는 자》에서는 형사인 스기우치 준지를 연기하고 있다)
- 나카니시(中西) 역 : 무로 츠요시
- 진구 쿄헤이(神宮京平) 역 : 나고시 토시히로(크레딧 상으로는 ‘미스터N’(ミスターN) 명의)
- 카자마 신타로(風間新太郎) 역 : 시오미 산세이

## 스태프
- 감독 : 미이케 타카시
- 각본 : 소고 마사시
- 음악 : 엔도 코지
- 이그젝티브 프로듀서 : 나고시 토시히로, 우메무라 무네히로
- 메이킹 감독 · 촬영 : 이치노 류이치
- 촬영 : 야마모토 히데오
- 미술 : 이나가키 히사오
- 녹음 : 오바라 요시야
- 음향효과 : 시바사키 켄지
- 조명 : 오노 아키라
- 편집 : 시마무라 야스시
- 스타일리스트 : 야스노 토모코
- 조감독 : 카토 분메이
- 스탠드 코디네이터 : 데구치 마사요시
- 차량 스턴트 : 노로 신지
- 건 이펙트 : 브론코
- 화약효과 : 나루미 사토시
- CG：오엘엠
- 현상 : IMAGICA
- 스튜디오 : 닛카츠 촬영장
- 제작총지휘 : 오카무라 히데키
- 공동제작 : 김주성, 마츠시타 준이치
- 프로듀서 : 츠토무 도가와, 마에다 시게지
- 제작 협력 : 라쿠에이샤
- 배급 : 도에이
- 제작 : SEGA, 아트포트, CJ 엔터테인먼트

## 노래
- 닫는 곡 : 크레이지 켄 밴드 〈12월 17일〉({{{2}}})
- 삽입곡 : 크레이지 켄 밴드 〈검은 상처 블루스〉(黒い傷跡のブルース) 〈해변가의 앰배서더〉(ハマのアンバサダー)

## 원작과의 차이점
- 마지마 고로의 안대가 키시타니의 이눈 관계로 왼쪽이 아닌 오른쪽이 됐다.
- 카자마 신지로는 원작판에서는 폭사하지만, 극장판에서는 생환하고 있다.
- 키류가 마지마에게 경어를 사용하고 있다.
- 극장판에서는 2005년 12월이지만, 극장판에서는 2005년 여름으로 되어있다.

## 비고
“다른 미디어를 영화할 때, 원작의 내용을 잘못 읽는 것 없이 깊이 알 필요가 있다”라는 생각에 미이케는 영화화의 이야기가 정해진다고 각 PS2 본체를 구입. 난이도 이지이지만, 익숙치 않은 게임을 3박 3일에 걸쳐서 자지 않고 클리어했으며, 내용을 음미했다고 한다.

## 용과 같이: 서장
《용과 같이: 서장》(일본어: 龍が如く 〜序章〜 류가고도쿠 조쇼[*])는 《용과 같이》의 프로모션의 일환으로 똑같이 미이케 다카시를 종합감독으로 실사 영상화한 작품이다. 2006년 3월 24일에 DVD로 발매됐다. 영어권에서는 Like a Dragon: Prologue라는 제목으로 개봉됐다.
《용과 같이》의 본 줄거리를 그린 극장판과는 다르며, 키류 카즈마의 청춘 시절에 집중해서 그려지고 있다.

### 캐스팅
- 키류 카즈마(桐生一馬) 역 : 후나키 마사카츠
- 니시키야마 아키라(錦山彰) 역 : 오사와 미키오
- 사와무라 유미(澤村由美) 역 : 마에다 아야카
- 도지마 소헤이(堂島宗兵) 역 : 소네 하루미
- 카자마 신타로(風間新太郎) 역 : 혼다 히로타로

### 스태프
- 종합감독 - 미이케 타카시
- 감독 - 미야사카 타케시
- 각본 - NAKA마사MURA
- 음악 - 노지마 켄타로
- 제작 - 세가

## 같이 보기
- 비디오 게임을 원작으로 한 영화 목록